# Топла (Чрна-на-Корошкем)
Топла (словен. Topla) — поселення в общині Чрна-на-Корошкем, Регіон Корошка, Словенія. Висота над рівнем моря: 1084,5 м.